# Велішев
Велішев (пол. Wieliszew) — село в Польщі, у гміні Велішев Леґьоновського повіту Мазовецького воєводства.
Населення — 3555 осіб (2011).
У 1975-1998 роках село належало до Варшавського воєводства.

## Демографія
Демографічна структура станом на 31 березня 2011 року:
|          | Загалом | Допрацездатний вік | Працездатний вік | Постпрацездатний вік |
| -------- | ------- | ------------------ | ---------------- | -------------------- |
| Чоловіки | 1736    | 377                | 1249             | 110                  |
| Жінки    | 1819    | 374                | 1190             | 255                  |
| Разом    | 3555    | 751                | 2439             | 365                  |